# 汉阳郡 (444年)
汉阳郡，中国北魏时设置的郡。
魏太武帝太平真君五年（444年），置汉阳郡，属于南秦州。领二县：谷泉县、兰仓县。兰仓县（今甘肃省礼县）在太平真君三年（443年）设置，有雷牛山、黄帝洞。西魏沿置，北周废除汉阳郡，汉阳县改属长道郡。隋文帝开皇三年（583年）废长道郡，汉阳县属成州。